# La Costeña (empresa)
Conservas La Costeña, S.A.B. de C.V., generalmente llamada como La Costeña, es una empresa alimenticia mexicana dedicada al mercado de alimentos enlatados, también conocidos como conserva. Fue fundada en 1923 por Vicente López Resines. Actualmente, La Costeña vende sus productos en México y en 40 países alrededor del mundo. La empresa empezó a vender chiles enlatados, y más tarde comenzó a producir nuevos productos como frijoles, salsa cátsup, vegetales enlatados, frutas enlatadas, entre otros. La empresa cuenta con diversas plantas y fábricas en todo el mundo, ganando algunos reconocimientos por los cambios en tecnología y procesos.

## Historia
Conservas La Costeña fue fundada en 1923 por Vicente López Resines. Compró una pequeña tienda de abarrotes llamada “La Costeña” donde se hizo popular por sus chiles serranos y largos en vinagre. Empacó y vendió chiles en frascos de 20 kilogramos con alcohol para que duraran más. En 1937, López decidió crear su propia empresa de jarras; esta decisión cambió el negocio. En 1951, fundó la fábrica principal en la Ciudad de México. Tiene una superficie de cinco mil metros cuadrados. La nueva planta de producción contó con carretillas elevadoras y unidades de transporte; como consecuencia, el negocio continuó creciendo y aumentando su territorio de distribución. El negocio inició su industrialización con la aplicación de la primera línea de producción automática con latas de 3 kilogramos en 1951. Cuatro años después, la empresa instaló una línea de producción automática para fabricar latas de 105 gramos, además se inició la distribución dentro del país. Para 1971, la fábrica se trasladó a Ecatepec, Estado de México con una instalación de 180.000 metros cuadrados. Desde entonces, esta instalación se ha incrementado en 70 mil metros cuadrados.
En 1975, la empresa ingresó al mercado estadounidense. La empresa siguió creciendo y para 1991, había fundado una nueva planta de producción en Sonora para la producción de salsa cátsup, vegetales y más. En 1994, se construyó otra una nueva planta en la ciudad de San Luis Potosí, San Luis Potosí. En 2006, se inició un nuevo proyecto sobre una planta completamente automática; esta nueva planta funcionaría con robots; esta creación representa una producción mejor, más rápida y con más calidad.
El 6 de agosto de 2013, La Bolsa Mexicana de Valores le ofreció a La Costeña formar parte del grupo de Empresas de capital abierto, pero esta la rechazo ya que quiere seguir creciendo de forma conservadora, mientras no descarta la adquisición de nuevas empresas a largo plazo. El 2 de agosto de 2014, La Costeña adquirió la empresa conservera estadounidense Faribault Foods, fundada en 1895. En 2015, La Costeña anunció que triplicaría el espacio de fabricación y almacén de Faribault Foods en Faribault, Minnesota, Estados Unidos a casi 1 millón de pies cuadrados durante los próximos tres años. Las marcas Faribault incluyen frijoles S&W, frijoles y salsas SunVista, frijoles Luck's, frijoles horneados KC Masterpiece, frijoles con chile Mrs. Grimes, vegetales Kuner's of Colorado, néctar Kern's, vegetales Butter Kernel, chile ChilliMan, vegetales Pride, bocadillos Totis, galletas Marian y cacahuates Nipon.

## Productos
La empresa cuenta con una amplia variedad de productos en diferentes presentaciones. Sus principales productos son chiles, frijoles, puré de tomate, salsa cátsup, mayonesa, verduras, cremas y sopas, salsas, especialidades, vinagre, frutas, mermeladas y dulces, tamales, porciones, Doña Chonita y Rancherita.

### Chiles
Los productos incluyen jalapeños, chiles nachos (rodajas de jalapeños), trozos de jalapeño, serrano, rodajas de serrano, rajas rojas, rajas verdes, tomatillos, chipotles, trozos de chipotle, trozos de zanahoria y chiles largos.

### Frijoles
Otra gran parte de los productos son los frijoles (frijoles negros y frijoles). Sus presentaciones pueden ser frijoles enteros, refritos y triturados. Algunos de ellos también se pueden mezclar con chorizo, queso, chipotle y chicharrones. Finalmente, los frijoles ya se pueden preparar a partir de recetas tradicionales como los frijoles charros o salsa para enfrijoladas (similar a las enchiladas).

### Pure de tomate
En los productos de puré de tomate se pueden encontrar cuatro preparaciones diferentes: puré de tomate, puré de tomate condimentado, tomate de fuego condimentado y tomates pelados picados. Estas salsas de tomate se utilizan para crear la base de algunas sopas mexicanas y algunos platos mexicanos. La presentación está hecha para la botella exprimible de salsa cátsup, la botella de vidrio de salsa cátsup y la salsa estilo salsa cátsup. El objetivo de la presentación apretada son los niños.

### Mayonesa
En los productos de mayonesa hay una gran cantidad de presentaciones: la mayonesa con jugo de limón en botella y presentaciones exprimibles, aderezo de mayonesa para ensaladas en botella y presentaciones en botella exprimible, mayonesa light en botella y presentaciones exprimibles, mayonesa con jalapeño en botella y presentaciones exprimibles y mayonesa con chipotle en botella y presentaciones exprimibles.

### Vegetales
Para las verduras hay cinco presentaciones diferentes: maíz dorado, guisantes, ensaladas de verduras, guisantes con zanahoria y pimiento en rodajas.

### Sopas
En las cremas y sopas hay muchas presentaciones: elote, frijol, champiñones, espárragos y cremas chill de poblano. También están las presentaciones de pollo y verduras, sopa de lentejas y Pozole Jalisco y Guerrero.